# Kinesisk kortvinge
Kinesisk kortvinge (Brachypteryx sinensis) är en fågelart i familjen flugsnappare inom ordningen tättingar.

## Utseende och läten
Kinesisk kortvinge är en 12-13 cm lång marklevande flugsnappare. Hanen har ett iögonfallande vitt ögonbrynsstreck avsmalnande bakom ökat. I övrigt är både huvud och ovansida nästan enhetligt mörkt skifferblå, mörkare på vingarna. Jämfört med himalayakortvingen (Brachypteryx cruralis) är undersidan mycket ljusare blå. Den brunfärgade honan saknar rostfärgad tygel och panna som hos hona cruralis, samt är tydligt vitakig på buken.
Taiwankortvingen (B. goodfellowi) skiljer sig genom att hanen är honfärgad, det vill säga saknar blå färgton helt. Vidare har honan ett vitt ögonbrynsstreck samt är mörkare brun på ovansida och bröst än både sinensis och cruralis. Sången är kortare och mindre drillande än cruralis, medan goodfellowi är mycket lik.

## Utbredning och systematik
Kinesisk kortvinge förekommer i bergstrakter i sydöstra Kina, i nordvästra Fujian och Guangxi. Den behandlas som monotypisk, det vill säga att den inte delas in i några underarter.

### Artstatus
Kinesisk kortvinge kategoriserades tidigare som underart till Brachypteryx montana som då kallades blå kortvinge på svenska (numera javakortvinge). Den urskiljs dock allt oftare som egen art bland annat efter studier från 2018 som visar på tydliga genetiska skillnader mellan de nordliga asiatiska fastlandspopulationerna (cruralis och sinensis) samt den på Taiwan (goodfellowi) å ena sidan och typtaxonet montana på Java å andra sidan. Den senare står dessutom närmare både mindre kortvinge och rostbukig kortvinge. Vidare är skillnaderna stora inom den nordliga gruppen, både vad gäller läten, utseende och genetik. Kinesisk kortvinge skilde sig från sin närmaste släkting taiwankortvingen för hela 4,1 miljoner år sedan och häckar dessutom sympatriskt med cruralis i Sichuan i Kina.

### Familjetillhörighet
Kortvingarna i Brachypteryx ansågs fram tills nyligen liksom bland andra näktergalar, stenskvättor, stentrastar och buskskvättor vara små trastar. DNA-studier visar dock att de är marklevande flugsnappare (Muscicapidae) och förs därför numera till den familjen.

## Levnadssätt
Kinesisk kortvinge förekommer i tät och skuggig undervegetation i gammal skog, från lägre bergstrakter till åtminstone 3000 meters höjd. Födan är dåligt känd men består av små ryggradslösa djur. Den födosöker på eller precis ovan mark bland döda löv, på lågor och de nedersta trädgrenarna. Inget är känt om dess häckningsbiologi, men det anses troligt att den i det avseendet är lik cruralis. Arten är stannfågel med vissa rörelser i höjdled vintertid.

## Status och hot
Arten har ett stort utbredningsområde, men tros minska i antal, dock inte tillräckligt kraftigt för att den ska betraktas som hotad. Internationella naturvårdsunionen IUCN listar arten som nära hotad (LC).